# La Courtine
La Courtine, auf Okzitanisch „La Cortina“, ist eine französische Gemeinde im Département Creuse in der Region Nouvelle-Aquitaine. Sie gehört zum Arrondissement Aubusson.

## Geografie und Infrastruktur
Die Gemeinde La Courtine liegt im Norden des Zentralmassivs. Sie grenzt im Norden an Magnat-l’Étrange, im Nordosten an Beissat, im Osten an Saint-Oradoux-de-Chirouze, im Südosten an Saint-Martial-le-Vieux, im Süden an Saint-Rémy, im Südwesten an Sornac, im Westen an Le Mas-d’Artige und im Nordwesten an Clairavaux.
Die ehemalige Route nationale 696 endet in La Courtine. Die durchgehende ehemalige Route nationale 682 führt über den Col du Massoubre auf 815 Metern über Meereshöhe nach Felletin.
Die Gemeinde hat einen Anteil am Regionalen Naturpark Millevaches en Limousin.

## Bevölkerungsentwicklung

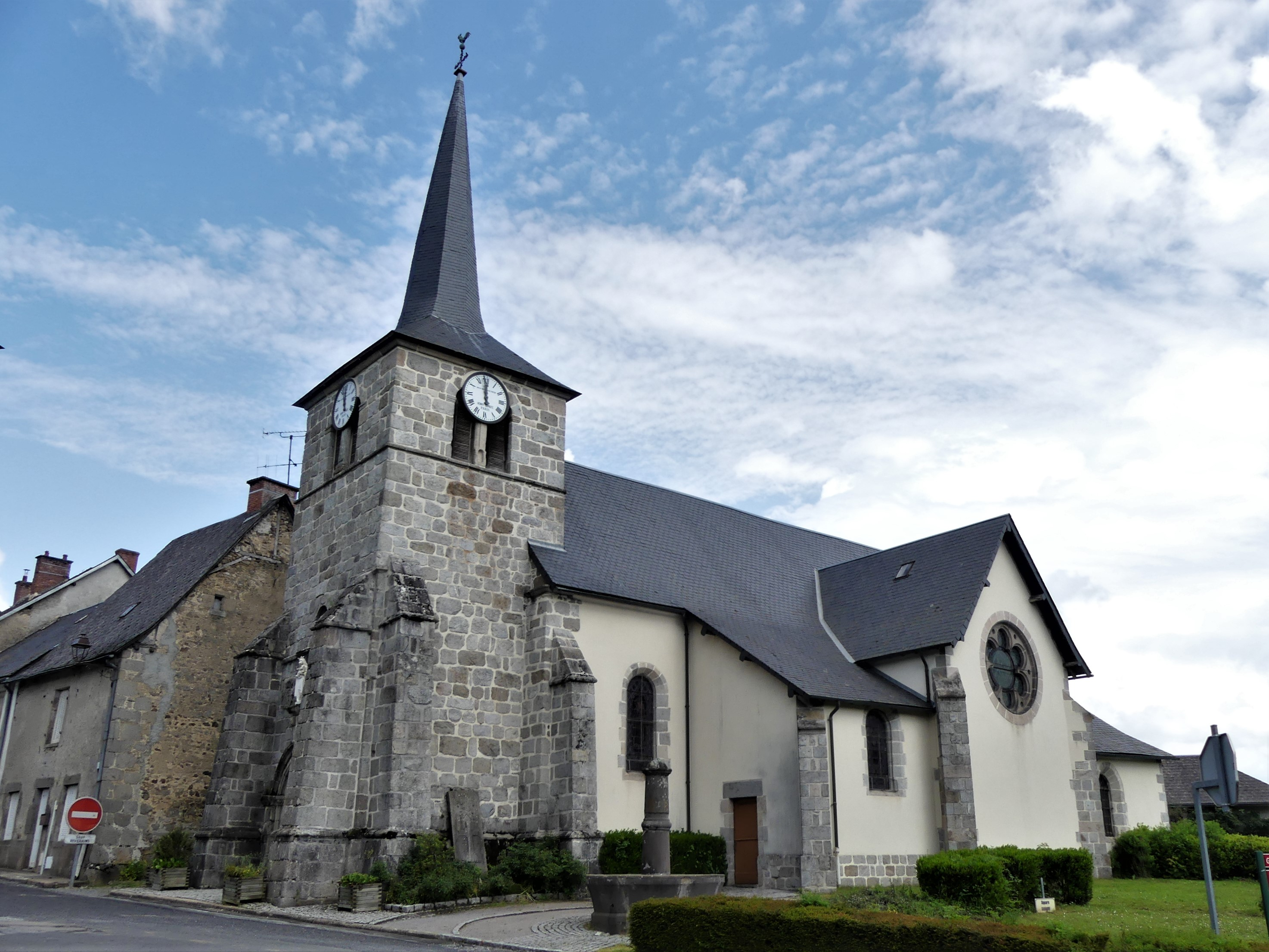
Kirche Mariä Himmelfahrt

| Jahr      | 1962 | 1968 | 1975 | 1982 | 1990 | 1999 | 2008 | 2019 |
| --------- | ---- | ---- | ---- | ---- | ---- | ---- | ---- | ---- |
| Einwohner | 1184 | 1233 | 1164 | 986  | 1057 | 971  | 874  | 788  |